# Vuokko Nurmesniemi
Vuokko Hillevi Lilian Eskolin-Nurmesniemi, född Eskolin 12 februari 1930 i Helsingfors, är en finsk textildesigner. Hon är mest känd som en av de ledande formgivarna på Marimekko med bland annat mönstret Piccolo till skjortan Jokapoika. Nurmesniemi utbildade sig först till keramiker men började på Marimekko 1953 och formgav en rad mönster tillsammans med Maija Isola. Hon var verksam där fram till 1960 då hon lämnade bolaget och 1964 startade egen verksamhet under varumärket Vuokko. Hennes textilier och kläder i Vuokko kännetecknas av en stram design och ett sparsmakat färgval samt naturmaterial. 1964 tilldelades hon Lunningpriset och 1986 mottog hon Prins Eugen-medaljen. Hon var gift med Antti Nurmesniemi till hans död 2003.
Nurmesniemi finns representerad vid Nationalmuseum i Stockholm.